# 2021年のサッカー
2021年のサッカーでは、2021年のサッカー関連の出来事をまとめる。
2020年のサッカー - 2021年のサッカー - 2022年のサッカー

## できごと

### 1月
- 1日 - 【JFA】 天皇杯 JFA 第100回全日本サッカー選手権大会の決勝が国立競技場で行われ、川崎フロンターレがガンバ大阪に1-0で勝利し、初優勝[1]。
- 4日 - 【Jリーグ】 2020JリーグYBCルヴァンカップの決勝が国立競技場で行われ、FC東京が柏レイソルに2-1で勝利し、3度目の優勝[2]。
- 10日 - 【JFA・高体連】 第29回全日本高等学校女子サッカー選手権大会決勝がノエビアスタジアム神戸で行われ、藤枝順心高等学校（東海第2・静岡）が作陽（中国第1・岡山）に3-0で勝利し、2年連続5回目の優勝[3]。
- 11日 -【JFA・高体連・民放43社】 第99回全国高校サッカー選手権大会決勝が埼玉スタジアム2002で行われ、山梨学院と青森山田が2-2で延長に突入したものの延長でも決着つかずPK戦の末4-2で山梨学院が優勝[4]。
- 23日
  - 【JFA・JUFA】新型コロナウイルス感染症の流行の為全日本大学サッカー選手権大会と総理大臣杯全日本大学サッカートーナメントが中止になった事に伴う代替大会#atarimaeni CUP サッカーができる当たり前に、ありがとう!の決勝が味の素フィールド西が丘で行われ東海大学が法政大学を1-0で下し総理大臣杯全日本大学サッカートーナメントを含め20年ぶり3回目の優勝[5]。
- 25日（現地時間） - 【AFC】新型コロナウイルス感染の影響で2021年に延期したAFC U-16選手権2020（ バーレーン）とAFC U-19選手権2020（ ウズベキスタン）の中止を発表。それぞれ同じ開催地で2023年にAFC U-17アジアカップ2023とAFC U-20アジアカップ2023として開催することが決定。また2020 AFCフットサル選手権とAFCビーチサッカー選手権2021の開催中止も発表。2022年に クウェートで2022 AFCフットサル選手権、2023年に タイでAFCビーチサッカー選手権2023を開催することを発表[6]。

### 2月
- 11日(現地時間) - 【FIFA】FIFAクラブワールドカップ2020の決勝が カタール・ライヤーンのエデュケーション・シティ・スタジアムで行われ、バイエルン・ミュンヘンがディグレスに1-0で勝利し、7大会ぶり2回目の優勝[7]。
- 20日 - 【JFA・Jリーグ】FUJI XEROX SUPER CUP2021が埼玉スタジアム2002で行われ、川崎フロンターレがガンバ大阪を3-2で下し、2年ぶり2回目の優勝[8]。
- 25日 - 【Jリーグ】JリーグはJFLのヴェルスパ大分、鈴鹿ポイントゲッターズと関東サッカーリーグのクリアソン新宿をJリーグ百年構想クラブとして承認したことを発表[9]。

### 3月
- 3日 - 【Jリーグ】この日行われる予定だった明治安田生命J1リーグ第11節・名古屋グランパスvs.ガンバ大阪戦は新型コロナウイルス感染症の検査で、ガンバ大阪の選手4名・スタッフ1名に対する陽性判定、および選手1名・スタッフ1名のJリーグの基準による濃厚接触者が発生し、感染拡大防止の観点から中止、順延[10]。その後ガンバ大阪は第2節 - 第6節までのリーグ戦5試合をすべて中止、順延を発表[11][12][13]。
- 11日(現地時間) - 【AFC】AFCチャンピオンズリーグ2021の東地区プレーオフ及びグループステージの日程が各国の新型コロナウイルスの感染状況を鑑み4月 - 5月から6月 - 7月開催に変更することを発表[14]。
- 13日 - 【Jリーグ】明治安田生命J2リーグ第3節大宮アルディージャ vs 京都サンガF.C.戦（NACK5スタジアム大宮）は雷雨の影響により中止。代替試合は3月24日(水)にNACK5スタジアム大宮で前半19分(大宮0-1京都)からの再開[15]。
- 31日 - 【Jリーグ】J3・カマタマーレ讃岐は上野山信行 GM兼監督の辞任を発表[16]。

### 4月
- 3日 - 【Jリーグ】4月4日に行われる予定だった明治安田生命J3リーグ第4節ガイナーレ鳥取 vs FC岐阜戦（Axisバードスタジアム）はFC岐阜の選手2名が新型コロナウイルス感染症の陽性診断を受け、管轄の保健所からのトップチーム全員に対する自宅待機の指示が出され、翌日のエントリー期限までに解除されず、リーグ戦の試合実施要項に定めるエントリー要件を満たさないため中止となることが発表[17]。その後、岐阜市保健所よりFC岐阜に対し、4月1日～4月15日まで活動自粛の要請が出されたため、4月11日に予定していた明治安田生命J3リーグ第5節FC岐阜 vs アスルクラロ沼津戦（岐阜メモリアルセンター長良川競技場）に中止も発表[18]。
- 7日 - 【Jリーグ】J2・愛媛FCは和泉茂徳監督の辞任と後任の監督に實好礼忠コーチの昇格をそれぞれ発表[19][20]。
- 8日 - 【Jリーグ】J1・横浜FCは下平隆宏監督の解任と後任の監督に早川知伸ユース監督の就任をそれぞれ発表[21][22]。
- 12日 - 【Jリーグ】J3・カマタマーレ讃岐は後任の監督にゼムノビッチ・ズドラブコ元FC岐阜監督の就任を発表[23]。
- 14日 - 【Jリーグ】J1・鹿島アントラーズはザーゴ監督の解任と後任の監督に相馬直樹コーチの昇格をそれぞれ発表[24][25]。
- 18日（現地時間） - 【UEFA】イングランド、イタリア、スペインの主要12クラブが共同でヨーロッパスーパーリーグ構想を発表。しかしその後UFEAなどがすぐにスーパーリーグ構想に反対し、その後9クラブが脱退したため構想はすぐに消滅[26][27]。
- 21日 - 【Jリーグ】4月25日に行われる予定だった明治安田生命J3リーグ第6節福島ユナイテッドFC vs いわてグルージャ盛岡戦（とうほう・みんなのスタジアム）は福島ユナイテッド側で複数名新型コロナウィルスの感染が確認され、福島市保健所よりトップチームに対し、4月18日 - 5月1日までの活動自粛が要請されたため、Ｊリーグ規約に定めるエントリー下限人数を満たさないことが明らかとなったため、試合中止を発表[28]。
- 22日 - 【Jリーグ】J2・モンテディオ山形は石丸清隆監督の解任を発表[29]。
- 24日 - 【Jリーグ】Jリーグは日本政府の東京、大阪、京都、兵庫に対する緊急事態宣言を受けて4月25日 - 5月11日まで対象地域で行われるリモートマッチの実施を発表[30]。
- 30日 - 【Jリーグ】J2・モンテディオ山形は後任の監督にピーター・クラモフスキー元清水エスパルス監督の就任を発表[31]。

### 5月
- 2日（現地時間）  - 【セリエA】セリエA第34節で2位アタランタはサッスオーロと引き分けとなり勝ち点が69で前日に勝利したインテルが勝ち点が82で残り4戦で追いつけるクラブがなくなったため、インテルの11シーズンぶり19回目の優勝[32]。
- 3日 - 【Jリーグ】J2・V・ファーレン長崎は吉田孝行監督がアシスタントコーチに退き、後任の監督に松田浩アカデミーダイレクターの就任を発表[33]。
- 6日 - 【Jリーグ】J3・ガイナーレ鳥取は髙木理己監督の解任を発表[34]。
- 8日（現地時間）  - 【ブンデスリーガ】ブンデスリーガ第32節で2位ライプツィヒがドルトムントに2-3で敗れて、1位バイエルン・ミュンヘンを残り2試合で逆転することができなくなったため、バイエルン・ミュンヘンの9シーズン連続31回目の優勝が決定[35]。
- 10日 - 【Jリーグ】J3・ガイナーレ鳥取は後任の監督に金鍾成前鹿児島ユナイテッドFC監督の就任を発表[36]。
- 11日（現地時間） - 【プレミアリーグ】プレミアリーグ第36節で2位マンチェスター・ユナイテッドはレスターに1 - 2で敗れて勝ち点が70で1位マンチェスター・シティの勝ち点80を残り3試合で逆転する可能性がなくなったため、マンチェスター・シティの2シーズンぶり7回目の優勝が決定[37]。
- 14日 - 【Jリーグ】J1・ガンバ大阪は宮本恒靖監督との契約を解除したことを発表[38]。
- 19日 - 【Jリーグ】J3・FC今治はリュイス・プラナグマ監督との契約を解除したことを発表[39]。
- 22日（現地時間） - 【ラ・リーガ】ラ・リーガ第38節で1位アトレティコ・マドリードはバリャドリードに2 - 1で勝利し、7シーズンぶり11回目の優勝[40]。
- 23日 - 【リーグ・アン】リーグ・アン第38節で1位リールはアンジェに2 - 1で勝利して、10シーズンぶり4回目の優勝[41]。
- 24日 - 【Jリーグ】J3・FC今治は後任の監督に布啓一郎前松本山雅FC監督の就任を発表[42]。
- 25日 - 【Jリーグ】J2・大宮アルディージャは岩瀬健監督の解任を発表[43]。
- 26日（現地時間） - 【UEFA】UEFAヨーロッパリーグ 2020-21 決勝がポーランド・グダニスクのスタディオン・エネルガ・グダニスクで行われて、ビジャレアルとマンチェスター・ユナイテッドは1 - 1で延長でも決着がつかずPK戦の末、ビジャレアルが11-10で制して、初優勝[44]。
- 28日 - 【Jリーグ】J3・鹿児島ユナイテッドFCはアーサー・パパス監督が家庭の事情により退任することを発表[45]。
- 29日（現地時間） - 【UEFA】UEFAチャンピオンズリーグ 2020-21 決勝がポルトガル・ポルトのエスタディオ・ド・ドラゴンで行われて、チェルシーがマンチェスター・シティに1 - 0で勝利して9シーズンぶり2回目の優勝[46]。
- 31日 - 【Jリーグ】J2・SC相模原は三浦文丈監督の解任を発表[47]。

### 6月
- 1日
  - 【Jリーグ】J2・SC相模原は後任の監督に高木琢也元大宮アルディージャ監督の就任を発表[48]。
  - 【Jリーグ】J1・ガンバ大阪は暫定監督だった松波正信強化アカデミー部長の監督継続を発表[49]。
- 4日 - 【WEリーグ】2021-22シーズンのWEリーグを9月12日に開幕することを発表[50]。
- 7日 - 【Jリーグ】J2・大宮アルディージャは後任の監督に霜田正浩前レノファ山口FC監督の就任を発表[51]。
- 10日 - 【Jリーグ】J1・横浜F・マリノスはアンジェ・ポステコグルー監督がスコットランド・スコティッシュ・プレミアシップのセルティックFC監督に就任するため、退任することを発表[52]。
- 18日 - 【AFC】DAZNはAFCチャンピオンズリーグの2021年より8シーズンの独占放映権を獲得したことを発表[53]。
- 21日 - 【Jリーグ】J2・松本山雅FCは柴田峡監督の解任と後任の監督に名波浩元ジュビロ磐田監督の就任をそれぞれ発表[54][55]。
- 22日 - 【JFL】 - JFL・ヴィアティン三重は6月21日付で上野展裕監督との契約を解除したことを発表[56]。

### 7月
- 1日 - 【Jリーグ】6月20日に行われた明治安田生命J1リーグ第18節浦和レッズ vs 湘南ベルマーレにおいて、浦和レッズが指定公式検査において陰性判定を得ていない選手を試合に出場させた件で浦和レッズを3 - 0で負けとして扱うことを発表（実際は浦和の3 - 2で敗戦）[57]。
- 4日 - 【Jリーグ】J3・鹿児島ユナイテッドFCは後任の監督に上野展裕前ヴィアティン三重監督の就任を発表[58]。
- 5日
  - 【WEリーグ】WEリーグは「Yogibo」ブランドの家具、ビーズソファなどを日本国内に展開するウェブシャークと2021-22シーズンから2022-23シーズンまでの2シーズンにおいて、「WEリーグタイトルパートナー契約」を締結したことを発表。Yogibo WEリーグとして開催[59]。またDAZNと2021-22シーズンから2028-29シーズンまでの8シーズン、オフィシャルブロードキャスティングパートナーとすることを発表[60]。
  - 【Jリーグ】J2・ザスパクサツ群馬は7月4日付で奥野僚右監督との契約を解除し、後任に久藤清一ヘッドコーチの監督就任を発表[61]。
  - 【JFL】JFL・鈴鹿ポイントゲッターズはミラグロス・マルティネス・ドミンゲス監督の退任を発表[62]。
  - （現地時間）【AFC】AFC実行委員会は2022年に行われる予定だったAFC U-17女子アジアカップ2022とAFC U-20女子アジアカップ2022を新型コロナウイルスの感染拡大が続いているため、開催中止を発表[63]。
- 10日（現地時間） - 【CONMEBOL】 コパ・アメリカ2021決勝が ブラジル・リオデジャネイロのエスタジオ・ド・マラカナンで行われ、アルゼンチンがブラジルに1-0で勝利し、11大会ぶり15回目の優勝[64]。
- 11日（現地時間） - 【UEFA】 UEFA EURO 2020決勝が イギリス・ロンドンのウェンブリー・スタジアムで行われ、イタリアとイングランドは1-1で延長戦でも決着がつかずPK戦の末イタリアが3-2で勝利し、13大会ぶり2回目の優勝[65]。
- 12日 - 【Jリーグ】J3・藤枝MYFCは倉田安治監督の退任と後任に須藤大輔元ガイナーレ鳥取監督の就任を発表[66]。
- 16日 - 【JFL】鈴鹿ポイントゲッターズは後任の監督に三浦泰年元鹿児島ユナイテッドFC監督の就任を発表[67]。
- 16日 - 【JFL】FC刈谷は門田幸二監督との契約を解除したことを発表[68]。
- 18日 - 【Jリーグ】J1・横浜F・マリノスは後任の監督にケヴィン・マスカット前シント＝トロイデンVV監督の就任を発表[69]。
- 20日 - 【JFL】FCマルヤス岡崎は北村隆二監督がテクニカルディレクター就任のため退任を発表[70]。
- 27日 - 【JFL】FCマルヤス岡崎は後任の監督に井幡博康前Honda FC監督の就任を発表[71]。

### 8月
- 2日 - 【JFL】FC刈谷は後任の監督に村田一弘 ファジアーノ岡山フットボール本部アドバイザーの就任を発表[72]
- 6日 - 【FIFA・IOC】東京オリンピックサッカー女子決勝が横浜国際総合競技場で行われ、カナダとスウェーデンは1 - 1で延長でも決着がつかずPK戦の末、カナダが3 - 2で勝利して初優勝[73]。
- 7日 - 【FIFA・IOC】 東京オリンピックサッカー男子決勝が横浜国際総合競技場で行われ、ブラジルがスペインに延長戦の末、2 - 1で勝利して2大会連続2回目の優勝[74]。
- 10日（現地時間） - 【リーグ・アン】パリ・サンジェルマンはFCバルセロナを退団した、アルゼンチン代表FWリオネル・メッシの入団を発表[75]。
- 13日 - 【Jリーグ】
  - 8月14日に行われる予定だった明治安田生命J1リーグ第24節 サンフレッチェ広島 vs ヴィッセル神戸戦、同じく明治安田生命J2リーグ第25節 V・ファーレン長崎 vs モンテディオ山形戦は西日本豪雨の影響で中止、延期を発表[76][77]。
  - 8月14日に行われる予定だった明治安田生命J2リーグ第25節 栃木SC vs ザスパクサツ群馬戦（カンセキスタジアムとちぎ）はザスパクサツ群馬で複数名新型コロナウィルスの感染が確認され、管轄の保健所より8月15日までのチーム活動停止の指示が要請されたため、Jリーグ規約に定めるエントリー下限人数を満たさないことが明らかとなったため、試合中止、延期を発表[78]。
- 14日 - 【Jリーグ】この日行われる予定だった明治安田生命J2リーグ第25節 レノファ山口FC vs ツエーゲン金沢戦と松本山雅FC vs 京都サンガF.C.戦は豪雨の影響で中止、延期を発表[79][80]。
- 17日 - 【JFL】ヴィアティン三重は暫定監督だった山本好彦ゼネラルマネージャーの監督兼任を発表[81]。
- 18日 - 【Jリーグ】5月16日に行われた明治安田生命J3リーグ第8節 福島ユナイテッドFC vs ヴァンラーレ八戸において、福島ユナイテッドFCが指定公式検査において陰性判定を得ていない選手を試合に出場させた件で福島ユナイテッドFCを3 - 0で負けとして扱うことを発表（実際は福島が2 - 0で勝利）[82]。
- 22日 - 【JFL】この日行われたJFL第19節・ヴィアティン三重 vs いわきFC戦の試合前、ライブ配信で撮影をしていたヴィアティン三重のベンチ外の選手が対戦相手のいわきFCや三重サポに対しての不適切な発言の事象が発生[83][84]。その後、この件で該当する選手5人への処分を発表（1人に2試合の出場停止と厳重注意。残り4人に厳重注意）[85]。
- 26日 - 【Jリーグ】J1・セレッソ大阪はレヴィー・クルピ監督との契約解除と後任の監督に小菊昭雄コーチの就任をそれぞれ発表[86][87]。
- 27日 - 【JFA】日本サッカー協会は女子日本代表の高倉麻子監督が契約満了に伴い、8月末を以て退任することを発表[88]。

### 9月
- 1日 - 【Jリーグ】
  - J1・湘南ベルマーレは浮嶋敏監督の退任と後任の監督に山口智コーチの就任をそれぞれ発表[89][90]。
  - J2・東京ヴェルディは永井秀樹監督の辞任と暫定監督に堀孝史コーチの就任をそれぞれ発表[91]。
- 9日 - 【JFA・FIFA】12月に行われる予定のFIFAクラブワールドカップ2021について新型コロナウイルスの感染状況およびそれに伴う現在の開催条件が整わなかったとして日本開催を断念することを発表[92]。
- 12日 - 【WEリーグ】この日、Yogibo WEリーグがINAC神戸レオネッサ vs 大宮アルディージャVENTUS戦から開幕[93]。
- 17日 - 【Jリーグ】この日行われる予定だった明治安田生命J1リーグ第29節・サガン鳥栖 vs 大分トリニータ戦は台風14号の影響で中止、翌18日に延期を発表[94][95]。
- 18日 - 【Jリーグ】この日行われる予定だった明治安田生命J3リーグ第19節 ヴァンラーレ八戸 vs カターレ富山戦（プライフーズスタジアム）はヴァンラーレ八戸で複数名新型コロナウィルスの感染が確認され、管轄の保健所より活動停止の指示が要請されたため、Jリーグ規約に定めるエントリー下限人数を満たさないことが明らかとなったため、試合中止、延期を発表[96]。さらに9月25日に行われる予定だった第20節 ヴァンラーレ八戸 vs AC長野パルセイロ戦の中止も発表[97]。
- 25日 - 【なでしこリーグ】プレナスなでしこリーグ1部第19節で伊賀FCくノ一三重がオルカ鴨川FCに2 - 0で勝利して初優勝[98]。
- 27日 - 【WEリーグ】2022-23シーズン WEリーグ入会審査結果について入会クラブは無しと発表[99]。
- 28日 - 【Jリーグ】この日行われた理事会で2022年シーズンにJ3クラブライセンスの申請があったクラブ6チーム全てに交付することを決定。鈴鹿ポイントゲッターズには初交付[100]。
- 29日
  - 【Jリーグ】J2・レノファ山口FCは渡邉晋監督の退任と後任の監督に名塚善寛ヘッドコーチの就任をそれぞれ発表[101][102]。
  - 【Jリーグ】J3・FC今治は布啓一郎監督の退任と後任の監督に橋川和晃アカデミーメソッドグループ長の就任をそれぞれ発表[103][104]。
  - 【JFA・Jリーグ】2022年シーズンのJリーグ参加資格となるJ1・J2クラブライセンスの審査結果が発表。秋田は施設基準の例外適用申請により新たにJ1ライセンスを取得。八戸、YS横浜、今治も施設基準の例外適用申請により新たにJ2ライセンスを取得。また今治は昇格のための順位要件を充足できなかった場合(＝スタジアムの短期改修工事を行わないことが確定した場合)、J2クラブライセンスからJ3クラブライセンス付与へ変更される条件付きJ2ライセンスを取得。なお福島についてはアカデミーチームが未充足のため、J2クラブライセンスは不交付[105]。

### 10月
- 1日 - 【JFA】日本サッカー協会は女子日本代表監督に池田太U-20日本女子代表監督の就任を発表[106]。
- 10日 - 【UEFA】UEFAネーションズリーグ2020-21決勝が イタリア・ミラノのサンシーロで行われ、フランスがスペインで2 - 1で勝利して、初優勝[107]。
- 14日 - 【Jリーグ・JFA】8月17日付でJリーグから処分を受けた福島ユナイテッドFCがJFA不服申立委員会に不服申し立てした件について、福島を3 - 0で負けとした処分を取り消すを発表（福島が八戸に2 - 0で勝利したことが確定）。改めて罰金150万円を課すことを発表[108]。
- 20日 - 【Jリーグ】J2・FC琉球は樋口靖洋監督の解任と後任の監督に喜名哲裕ヘッドコーチの就任をそれぞれ発表[109][110]。
- 26日
  - 【Jリーグ】J1・サンフレッチェ広島は城福浩監督の退任と後任の監督に沢田謙太郎ヘッドコーチの就任をそれぞれ発表[111]。
  - 【Jリーグ】この日行われた理事会で2022年シーズンJ3クラブライセンスの審査結果が発表。申請のあった4クラブのクラブライセンスの交付を決定[112]。
- 28日 - 【Jリーグ】J3・AC長野パルセイロは横山雄次監督の退任と後任の監督に吉澤英生ヘッドコーチの就任をそれぞれ発表[113]。
- 30日 -【Jリーグ】2021JリーグYBCルヴァンカップ決勝が埼玉スタジアム2002で行われ、名古屋グランパスがセレッソ大阪を2－0で下し初優勝。[114]。

### 11月
- 3日
  - 【Jリーグ】明治安田生命J1リーグ第33節で1位川崎フロンターレは浦和レッズと1-1の引き分けだったが、2位横浜F・マリノスがガンバ大阪に0-1で負けたため、川崎の2年連続4回目の優勝が決定[115]。
  - 【JFL】JFL第29節で2位いわきFCは東京武蔵野ユナイテッドFCに3-1で勝利し、いわきFCがJ3参入要件となる「4位以内かつ百年構想クラブ2位以内」を満たすことが確定[116]。
- 4日 - 【Jリーグ】J1・清水エスパルスはロティーナ監督の契約解除と後任の監督に平岡宏章コーチの就任をそれぞれ発表[117][118]。
- 7日 - 【Jリーグ】J1・FC東京は長谷川健太監督の退任を発表[119]。
- 10日 - 【Jリーグ】J1・FC東京は後任の監督に森下申一GKコーチの就任を発表[120]。
- 14日 - 【Jリーグ】明治安田生命J2リーグ第39節で1位ジュビロ磐田は水戸ホーリーホックに3-1で勝利し、2019年以来3年ぶりのJ1昇格が決定[121]。
- 20日
  - 【Jリーグ】明治安田生命J1リーグ第36節で18位大分トリニータは鹿島アントラーズに0-0の引き分け、19位ベガルタ仙台は湘南ベルマーレに0-2の敗戦、20位横浜FCはヴィッセル神戸に0-2で敗れ、16位の清水エスパルスがサンフレッチェ広島に勝利したため、大分は2018年以来4年ぶり、仙台は2009年以来13年ぶり、横浜FCは2019年以来3年ぶりのJ2降格[122]。
  - 【JFL】JFL第32節で17位FC刈谷は東京武蔵野ユナイテッドFCに2-3で負けたため17位が確定し、JFL・地域リーグ入れ替え戦回りが決定[123]。
- 21日 - 【JFL】JFL第32節で3位ヴェルスパ大分はHonda FCに1-0で勝利し、4位FC大阪はヴィアティン三重と1-1の引き分け。この結果、ヴェルスパ大分が「JFL4位以内かつ百年構想クラブ2位以内」となる3位以上が確定したものの、J3ライセンスは保持していないため、J3参入要件を満たすのはいわきFCのみとなることが確定[124]。
- 23日
  - 【Jリーグ】J1・ベガルタ仙台は手倉森誠監督の退任と後任の監督に原崎政人ヘッドコーチの就任をそれぞれ発表[125][126]。
  - （現地時間）【AFC】AFCチャンピオンズリーグ2021 決勝が サウジアラビア・リヤドのキング・ファハド国際スタジアムで行われ、アル・ヒラルが浦項スティーラースに2-0で勝利し、2年ぶり4回目の優勝[127]。
- 25日 - 【Jリーグ】この日行われたJリーグ理事会で、いわきFCのJ3入会が承認[128]。
- 27日 - 【JFL】JFL第33節で1位いわきFCは鈴鹿ポイントゲッターズに4-1で勝利し、初優勝[129]。
- 28日
  - 【Jリーグ】明治安田生命J2リーグ第41節で1位ジュビロ磐田はザスパクサツ群馬と0-0の引き分けで勝ち点88、2位京都サンガF.C.はジェフユナイテッド千葉と0-0の引き分けとなり、勝ち点差が5のままとなったため、ジュビロ磐田のJ2リーグ初優勝が決定[130]。2位の京都サンガF.C.も2010年以来12年ぶりのJ1昇格が決定[131]。
  - 【Jリーグ】明治安田生命J2リーグ第41節で22位松本山雅FCはSC相模原と1-1の引き分け、21位愛媛FCは水戸ホーリーホックに1-2で敗れ、ともに勝ち点が34となり、19位のツエーゲン金沢がモンテディオ山形に2-1で勝利して勝ち点を40に伸ばしたため、ともに20位以下が確定したため、松本と愛媛の初のJ3降格が決定[132]。
  - 【JFA・地域】全国地域サッカーチャンピオンズリーグ2021決勝ラウンド第3日で1位Criacao Shinjukuが4位FC徳島に2 - 1で勝利し初優勝。2位FC.ISE-SHIMAは3位おこしやす京都ACと0-0の引き分けとなり2位が確定。Criacao ShinjukuとFC.ISE-SHIMAがJFL16位、17位チームとの入れ替え戦進出が決定[133]。
- 29日 （現地時間） - 【フランス・フットボール】 2021年のバロンドールにパリ・サンジェルマンのリオネル・メッシが2回連続7度目の受賞[134]。

### 12月
- 1日 - 【WEリーグ】12月4日に行われる予定だったYogibo WEリーグ第11節についてヨーロッパ遠征をしていたなでしこジャパンの選手が日本政府が定める新型コロナウイルスのオミクロン株への対応の一環として、帰国後14日間の待機を求められ、リーグへの出場できなくなったため、順延を発表[135]。
- 4日 - 【Jリーグ】明治安田生命J1リーグ第38節で17位徳島ヴォルティスはサンフレッチェ広島に2-4で敗れたため、徳島はわずか1年でJ2降格[136]。
- 5日
  - 【Jリーグ】
    - 明治安田生命J2リーグ第42節で19位SC相模原は東京ヴェルディに0-3で敗れ、既に19位以下が確定した20位ギラヴァンツ北九州はモンテディオ山形に1-5で敗れてともにJ3降格が決定。相模原はわずか1年。北九州は2019年以来3年ぶりのJ3降格[137][138]
    - 明治安田生命第30節で3位ロアッソ熊本はFC岐阜に2-0で勝利で勝ち点が54。2位いわてグルージャ盛岡はアスルクラロ沼津と1-1の引き分けで勝ち点が53。試合の無かった1位テゲバジャーロ宮崎の勝ち点53を熊本が逆転してJ3初優勝と2018年以来4年ぶりのJ2昇格。またいわては勝ち点で宮崎と並ぶも得失点差でいわてが上回り、初のJ2昇格が決定[138]。

  - 【JFL】JFL第34節で16位ホンダロックSCは松江シティFCに1-2で負けたため16位が確定し、JFL・地域リーグ入れ替え戦に回ることが決定[139]。
- 18日 - 【JFL・地域】JFL・地域リーグ入れ替え戦でJFL16位のホンダロックSCは地域CL2位のFC.ISE-SHIMAに3-2で勝利し、JFL残留。また地域CL1位のCriacao ShinjukuはJFL17位のFC刈谷に4-0で勝利し、初のJFL昇格が決定。一方のFC刈谷は僅か1年で東海リーグ1部降格が決定[140]。
- 19日 - 【JFA】 天皇杯 JFA 第101回全日本サッカー選手権大会の決勝が国立競技場で行われ、浦和レッズが大分トリニータに2-1で勝利し、3大会ぶり8回目の優勝[141]。
- 30日 - 【Jリーグ】J1・サガン鳥栖の金明輝前監督のパワーハラスメントの問題でJリーグは金前監督に公式試合への出場の資格停止8試合（又は8試合に相当する期間の経過（2022年2月19日 - 3月26日））。またクラブとしてのサガン鳥栖に対して罰金300万円及びけん責の処分をそれぞれ発表[142]。

## クラブチームによる国際大会
コパ・リベルタドーレス2020
- 1月30日（決勝）
  -  パルメイラス（21年ぶり2回目）

FIFAクラブワールドカップ2020
- 2月11日（決勝）
  -  バイエルン・ミュンヘン（7大会ぶり2回目）

UEFAヨーロッパリーグ 2020-21
- 5月26日（決勝）
  -  ビジャレアル（初優勝）[44]

UEFAチャンピオンズリーグ 2020-21
- 5月29日（決勝）
  -  チェルシー（9シーズンぶり2回目）[46]

CAFチャンピオンズリーグ 2020-21
- 7月17日（決勝）
  -  アル・アハリ（2シーズン連続10回目）

CONCACAFチャンピオンズリーグ2021
- 10月28日（決勝）
  -  モンテレイ（2シーズンぶり5回目）

AFCチャンピオンズリーグ2021
- 11月23日（決勝）
  -  アル・ヒラル（2年ぶり4回目）

コパ・リベルタドーレス2021
- 11月27日（決勝）
  -  パルメイラス（2年連続3回目）

## 国内リーグ優勝クラブ

### UEFA
- イタリア
  - 〈リーグ〉セリエA - インテル（11シーズンぶり19回目）[32]
- ドイツ
  - 〈リーグ〉ブンデスリーガ - バイエルン・ミュンヘン（9シーズン連続31回目）[35]
- イングランド
  - 〈リーグ〉プレミアリーグ - マンチェスター・シティ（2シーズンぶり7回目）[37]
- スペイン
  - 〈リーグ〉ラ・リーガ - アトレティコ・マドリード（7シーズンぶり11回目）[40]
- フランス
  - 〈リーグ〉リーグ・アン - リール（10シーズンぶり4回目）
- オランダ
  - 〈リーグ〉エールディビジ - アヤックス（2シーズンぶり35回目）[143]
- ポルトガル
  - 〈リーグ〉プリメイラ・リーガ - スポルティング（19シーズンぶり19回目）[144]
- スコットランド
  - 〈リーグ〉スコティッシュ・プレミアシップ - レンジャーズ（10シーズンぶり55回目）[145]
- ベルギー
  - 〈リーグ〉ジュピラー・プロ・リーグ - クラブ・ブルージュ（2シーズン連続17回目）[146]

### AFC
- 日本
  - 〈リーグ〉J１リーグ - 川崎フロンターレ（2シーズン連続4回目）
- 中国
  - 〈リーグ〉超級リーグ - 山東泰山（11シーズンぶり4回目）
- 韓国
  - 〈リーグ〉Kリーグ１ - 全北現代（5シーズン連続9回目）
- オーストラリア
  - 〈リーグ〉Aリーグ - メルボルン・シティFC（初優勝）

## ナショナルチームによる国際大会
コパ・アメリカ2021
- 6月13日 - 7月10日（ ブラジル）
  -  アルゼンチン（11大会ぶり15回目）

UEFA EURO 2020
- 6月11日 - 7月11日（決勝： イングランド）
  -  イタリア（13大会ぶり2回目）

UEFAネーションズリーグ2020-21
- 2020年9月3日 - 2021年10月10日（決勝： イタリア）
  -  フランス（初優勝）[107]

2021 CONCACAFゴールドカップ
- 7月10日 - 8月1日（決勝： アメリカ合衆国）
  -  アメリカ合衆国（2大会ぶり7回目）

2021 FIFAアラブカップ
- 11月30日 - 12月18日（ カタール）
  -  アルジェリア（初優勝）[147]

### 年代別代表
東京オリンピックサッカー男子
- 7月22日 - 8月7日（ 日本）
  -  ブラジル（2大会連続2回目）

### 女子
東京オリンピックサッカー女子
- 7月21日 - 8月6日（ 日本）
  -  カナダ（初優勝）

### フットサル
2021 FIFAフットサルワールドカップ
- 9月12日 - 10月3日（ リトアニア）
  -  ポルトガル（初優勝）[148]

## 日本

### クラブチームによる国内大会

#### 男子中心
天皇杯 JFA 第100回全日本サッカー選手権大会
- 決勝　1月1日・国立競技場
  - 川崎フロンターレ 1 - 0 ガンバ大阪
    - 川崎フロンターレは初優勝[1]

2020JリーグYBCルヴァンカップ
- 決勝 1月4日・国立競技場
  - FC東京 2 - 1 柏レイソル
    - FC東京は11年ぶり3回目の優勝

FUJI XEROX SUPER CUP2021
- 2月20日・埼玉スタジアム2002
  - 川崎フロンターレ 3 - 2 ガンバ大阪
    - 川崎フロンターレは2年ぶり2回目の優勝

2021JリーグYBCルヴァンカップ
- 決勝　10月30日・埼玉スタジアム2002
  - 名古屋グランパス 2 - 0 セレッソ大阪
    - 名古屋グランパスは初優勝

Jリーグ
- 明治安田生命J1リーグ
  - 2月26日 - 12月4日
    - 優勝 川崎フロンターレ　勝点:92
      - 川崎フロンターレは2年連続4回目の優勝

- 明治安田生命J2リーグ
  - 2月27日 - 12月5日
    - 優勝 ジュビロ磐田　勝点:91
      - ジュビロ磐田は初優勝

- 明治安田生命J3リーグ
  - 3月14日 - 12月5日
    - 優勝 ロアッソ熊本   勝点:54
      - ロアッソ熊本は初優勝

第23回日本フットボールリーグ
- 3月14日 - 12月5日
  - 優勝 いわきFC 勝点:71
    - いわきFCは初優勝

全国地域サッカーチャンピオンズリーグ2021
- 11月12日 - 28日
  - 優勝 Criacao Shinjuku
    - Criacao Shinjukuは初優勝

天皇杯 JFA 第101回全日本サッカー選手権大会
- 決勝　12月19日・国立競技場
  - 浦和レッズ 2 - 1 大分トリニータ
    - 浦和レッズは3年大会ぶり8回目の優勝

#### 学生・ユースクラブ
第29回全日本大学女子サッカー選手権大会
- 決勝 1月6日・味の素フィールド西が丘
  - 帝京平成大（関東第4/千葉）1  - 0 静岡産業大（東海第2/静岡）[149]。
    - 帝京平成大学は初優勝

第29回全日本高等学校女子サッカー選手権大会
- 決勝 1月10日・ノエビアスタジアム神戸
  - 藤枝順心（東海第2/静岡） 3 - 0 作陽（中国第1/岡山）[150]。
    - 藤枝順心は2年連続5回目の優勝

第99回全国高等学校サッカー選手権大会
- 決勝 1月11日・埼玉スタジアム2002
  - 山梨学院（山梨） 2（PK4 -2） 2 青森山田（青森)　[151]。
    - 山梨学院は11年ぶり2回目の優勝

#atarimaeni CUP サッカーができる当たり前に、ありがとう!（総理大臣杯全日本大学サッカートーナメント、全日本大学サッカー選手権大会の代替大会）
- 決勝 1月23日・味の素フィールド西が丘
  - 東海大学（関東第9/神奈川） 1 - 0 法政大学（関東第7/東京）[152]。
    - 東海大学20年ぶり3回目の優勝（総理大臣杯全日本大学サッカートーナメントを含む）

令和3年度全国高等学校総合体育大会
- 男子決勝 8月22日・福井県坂井市・テクノポート福井スタジアム
  - 青森山田高校（青森） 2（延長）1米子北高校（鳥取）[153]
    - 青森山田高校は16年ぶり2回目の優勝
- 女子決勝 8月22日・福井県坂井市・日東シンコースタジアム丸岡サッカー場
  - 神村学園（鹿児島） 2（延長）1 藤枝順心高校（静岡）　[154]
    - 神村学園は初優勝

第45回総理大臣杯全日本大学サッカートーナメント
- - 決勝 9月5日・味の素フィールド西が丘
    - 法政大学（関東2/東京） 2 - 1 東洋大学（関東5/埼玉）
      - 法政大学は4大会ぶり5回目の優勝。

第70回全日本大学サッカー選手権大会
- - 決勝 12月25日・NACK5スタジアム大宮
    - 駒澤大学（関東2/東京）3 -  2 阪南大学（関西4/大阪）
      - 明治大学は14大会ぶり7回目の優勝。

#### 女子
プレナスなでしこリーグ1部
- 3月27日 - 10月17日
  - 優勝 伊賀FCくノ一三重　勝点:53
    - 伊賀FCくノ一三重は初優勝

プレナスなでしこリーグ2部
- 4月10日 - 10月10日
  - 優勝 JFAアカデミー福島　勝点:33
    - JFAアカデミー福島は初優勝

#### フットサル
Fリーグ2020/2021 ディビジョン1
- 2020年9月5日 - 2021年3月14日
  - 優勝 名古屋オーシャンズ
    - 名古屋オーシャンズは4シーズン連続13回目の優勝

Fリーグ2020/2021 ディビジョン2
- 2020年9月13日 - 2021年1月24日
  - 優勝 トルエーラ柏
    - トルエーラ柏は初優勝

JFA 第26回全日本フットサル選手権大会
- - 3月7日・浜松アリーナ
    - トルエーラ柏 5 - 1 フウガドールすみだ
      - トルエーラ柏は初優勝

## 死去
カッコ内は生年
- 1月2日 -  クレーベル・エドゥアルド・アラード（* 1972年）[160]
- 1月22日 -  ルートン・シェルトン（*1985年）[161]
- 1月26日 -  ジョゼフ・ベングロシュ（*1936年）元  チェコスロバキア代表監督、元ジェフ千葉監督[162]。
- 1月27日 -  メフルダード・ミーナーヴァンド（*1975年）[163]
- 2月3日 -  アリ・アンサリアン（*1978年）[164]
- 2月10日 -  疋田晴巳（*1960年）[165] FC大阪社長。
- 2月15日 -  レオポルド・ルケ（*1949年）[166]
- 3月1日 -  ズラトコ・クラニチャール（*1956年）[167]
- 3月15日（訃報発表日） - 宮川侑也（* 1994年）[168]ガイナーレ鳥取コンディショニングトレーナー
- 3月23日 -  ビラ・ヴェイガ（*1955年）[169] 元FC刈谷監督
- 4月12日 -  ルイス・ベゼーハ・ダ・シルバ（* 1955年）[170]ブラジルのサッカー用具管理担当スタッフ（ホペイロ）
- 4月13日 -  上野佳昭（* 1941年）[171] 元栃木SCGM
- 6月3日 -  ベネディクト・アントニオ・アンジェリ（*1939年）[172] 元柏レイソル、清水エスパルス監督
- 6月7日 -  柳想鐵（*1971年）[173] 元柏レイソル、横浜F・マリノス選手、元韓国代表
- 6月9日 -  ジオゴ・コヘア・デ・オリベイラ（*1983年）[174] 元コンサドーレ札幌、徳島ヴォルティス選手
- 7月7日 - 金熙虎（*1981年）[175] 元湘南ベルマーレコーチ、サガン鳥栖コーチ
- 7月31日 - 余孝珍（*1983年）[176] 元栃木SC選手
- 8月15日 -   ゲルト・ミュラー (* 1945年)[177] 元バイエルン・ミュンヘン、ブンデスリーガ得点王7回、西ドイツ代表として1974 FIFAワールドカップ優勝
- 10月6日 -  浅岡朝泰（* 1962年）[178] サッカー元日本代表、元日本鋼管、読売クラブ選手
- 11月23日 -   ヒューエル・オリベイラ（* 1998年）[179] 湘南ベルマーレ選手
- 12月28日 -  ウーゴ・マラドーナ（* 1969年）[180] 元アビスパ福岡、コンサドーレ札幌選手